# كيف تفلت بجريمة قتل (الموسم 2)
الموسم الثاني من المسلسل الأمريكي الدرامي من قناة أيه بي سي. كيف تفلت بجريمة قتل تم تجديده في السابع من مايو عام 2015 بواسطة أيه بي سي، وبدأ بث الموسم الثاني في الرابع والعشرين من سبتمبر عام 2015، مع 15 حلقة مثل الموسم السابق، وانتهى في السابع عشر من مارس عام 2016. حصل هذا باتفاق مع فيولا ديفيس أن المسلسل سيكون سلسلة محدودة مع 15 أو 16 حلقة فقط في الموسم الواحد. صدر ملصق ترويجي يوم 18 أغسطس، وأفرج الفيديو التشويقي في 10 سبتمبر.
في موسمه الثاني، استمر المسلسل بتلقي الجوائز، ورُشح لجائزة المسلسل الدرامي المميز في حفل Image Awards ونفس الأمر في حفل GLAAD Awards. فازت فيولا ديفيس بجائزة ممثلي الشاشة لأفضل أداء مميز في مسلسل درامي. ورشحت لجائزة الممثلة الرئيسية المميزة في مسلسل درامي في حفل Primetime Emmy Awards، كما رشحت لجائزة الممثلة المميزة في مسلسل درامي في حفل Image Awards وجائزة أفضل ممثلة في مسلسل درامي في حفل  Critics' Choice Awards وجائزة أفضل ممثلة في مسلسل تلفزيوني في حفل Golden Globe Awards.

## الحبكة
أناليس كيتينغ هي أستاذة قانون بارزة ومحامية جرائم جنائية في جامعة ميدلتون. اختارت خمسة طلاب للتدرب بشركتها: ويس غيبنز، كونور والش، ميكايلا برات، آشر ميلستون، ولورال كاستيلو. ليعملوا مع موظفي أناليس المحاميين الشركاء فرانك ديلفينو، وبوني وينتربوتوم.
أول تسع حلقات ركزت على قضية أناليس لكيليب وكاثرين هابستال، وارتباطهما المزعوم بمقتل أبويهما بالتبني. في هذه الأثناء ويس يشكل فريقاً مع أخ ريبيكا لمحاولة إيجاد ريبيكا، كونور يعاني مع علاقته بأوليفر، بينما آشر يعمل مع المدعية العامة إميلي سينكلير بغرض حماية أسراره. في منتصف نهائي الموسم، تُقتل إميلي سينكلير وتساعد أناليس في تغطية الأمر، على حساب تعرضها لطلق النار في المعدة بواسطة ويس. 
الجزء الثاني من الموسم يركز على تحقيق ويس حول انتحار أمه قبل عشر سنوات، وتبين من ذكريات الماضي كيف ارتطبت أناليس بانتحار أم ويس. ينتهي الموسم باكتشاف أناليس أن فرانك كان مسؤولاً عن وقوعها في حادث سير وخساراتها لطفلها، أناليس ترسله بعيداً، يرتبط ميكيلا وآشر ، ويقابل ويس أباه البيولوجي مباشرة قبل أن يُطلق النار على أبيه ويُقتل من قبل مجهول. 

## إصدار الديفيدي
تم إصدار نسخة الديفيدي في 21 يناير 2016